# Església de fusta de Gol
L'Església de fusta de Gol és una església de fusta medieval construïda entre els segles xii i xiii al petit poble de Gol, comtat de Buskerud, a Noruega i localitzada en aquesta mateixa localitat de Gol a 192 km. d'Oslo. Després de ser desmuntada l'any 1884 va ser reconstruïda el 1884 en el Museu del Poble Noruec, on roman en l'actualitat. Oficialment pertany al Rei de Noruega.

## Història

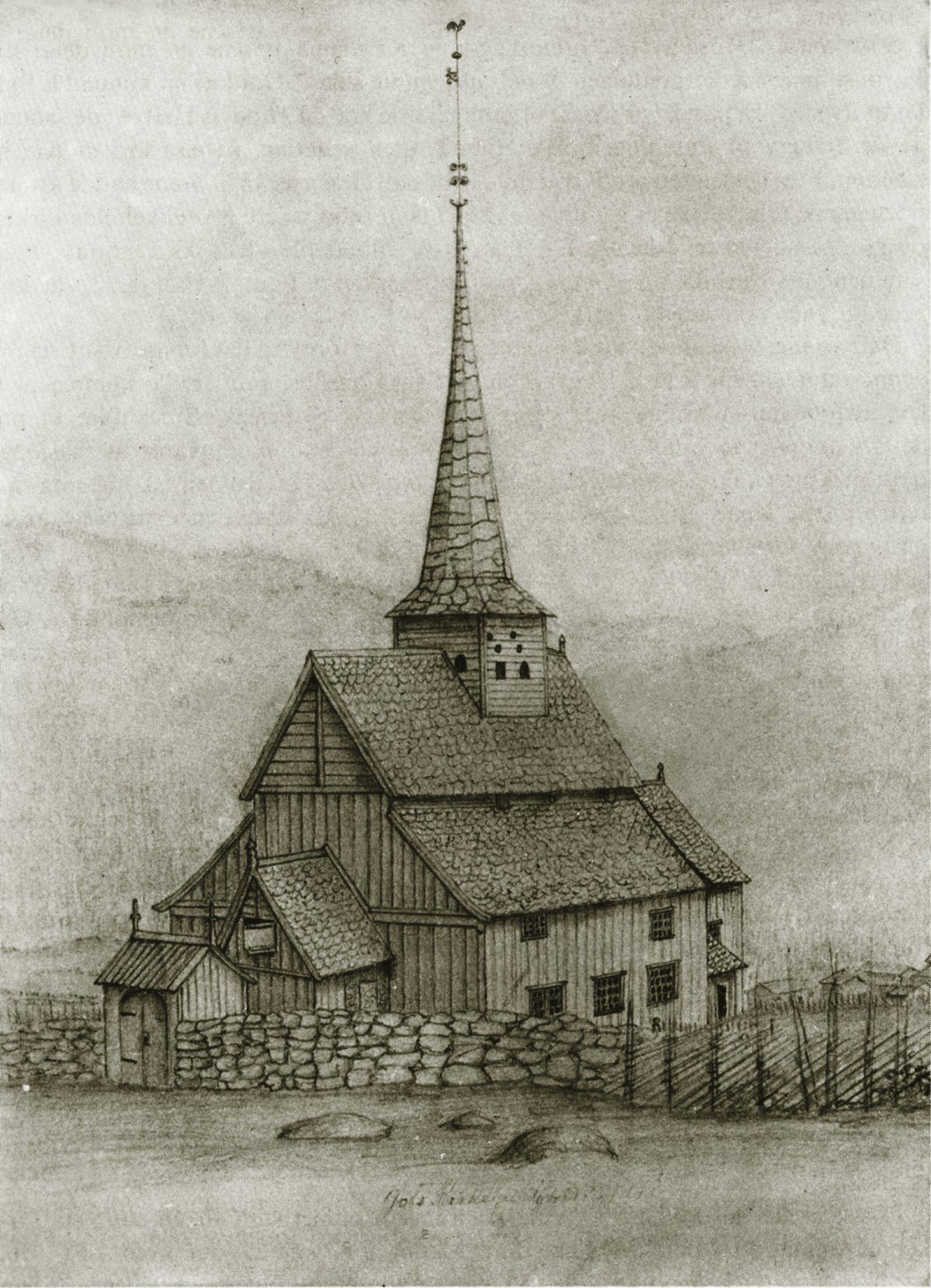
L'església el 1846. Dibuix de J. N. Prahm.

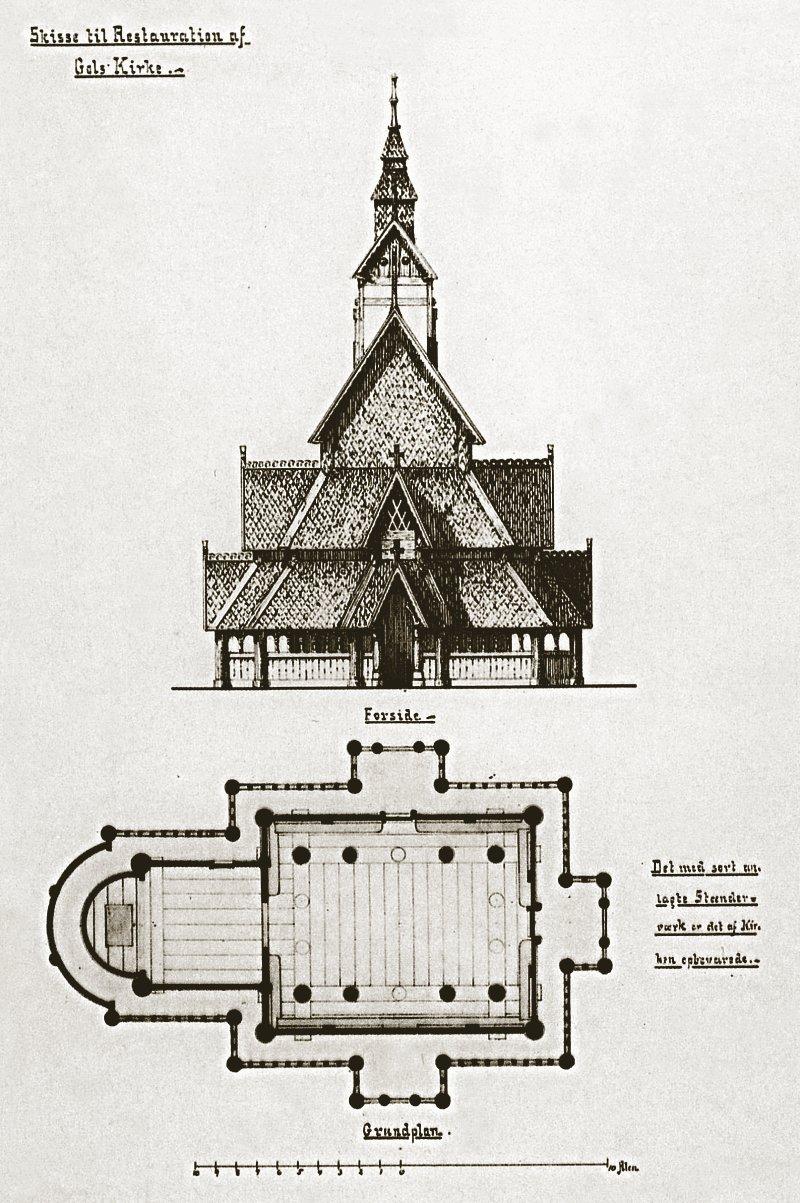
Dibuix de 1883, per T. Prytz.

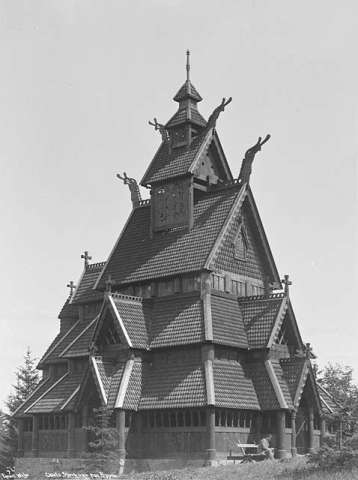
Fotografia per Axel Lindahl (1885-1890).

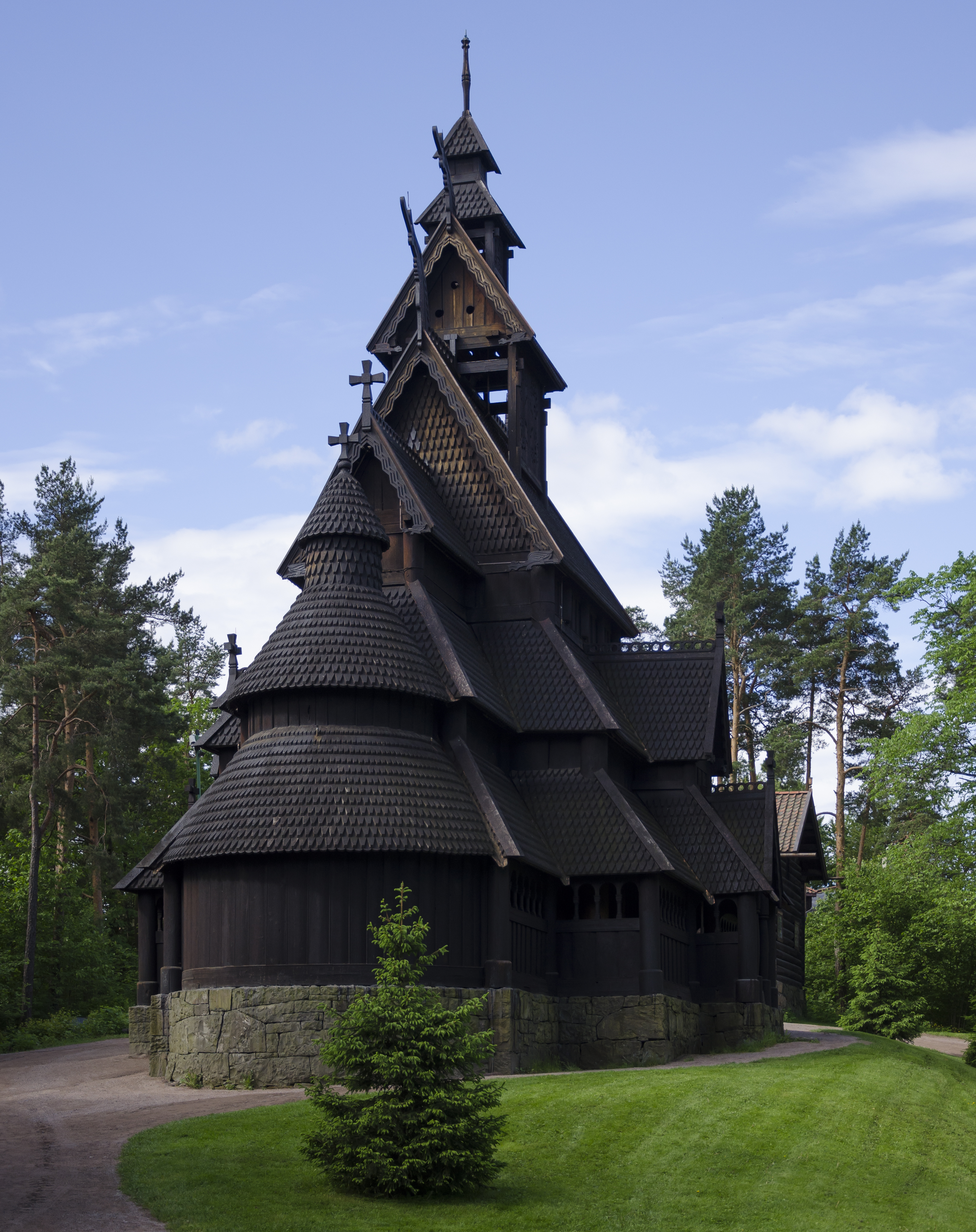
L'església des del nord-oest.

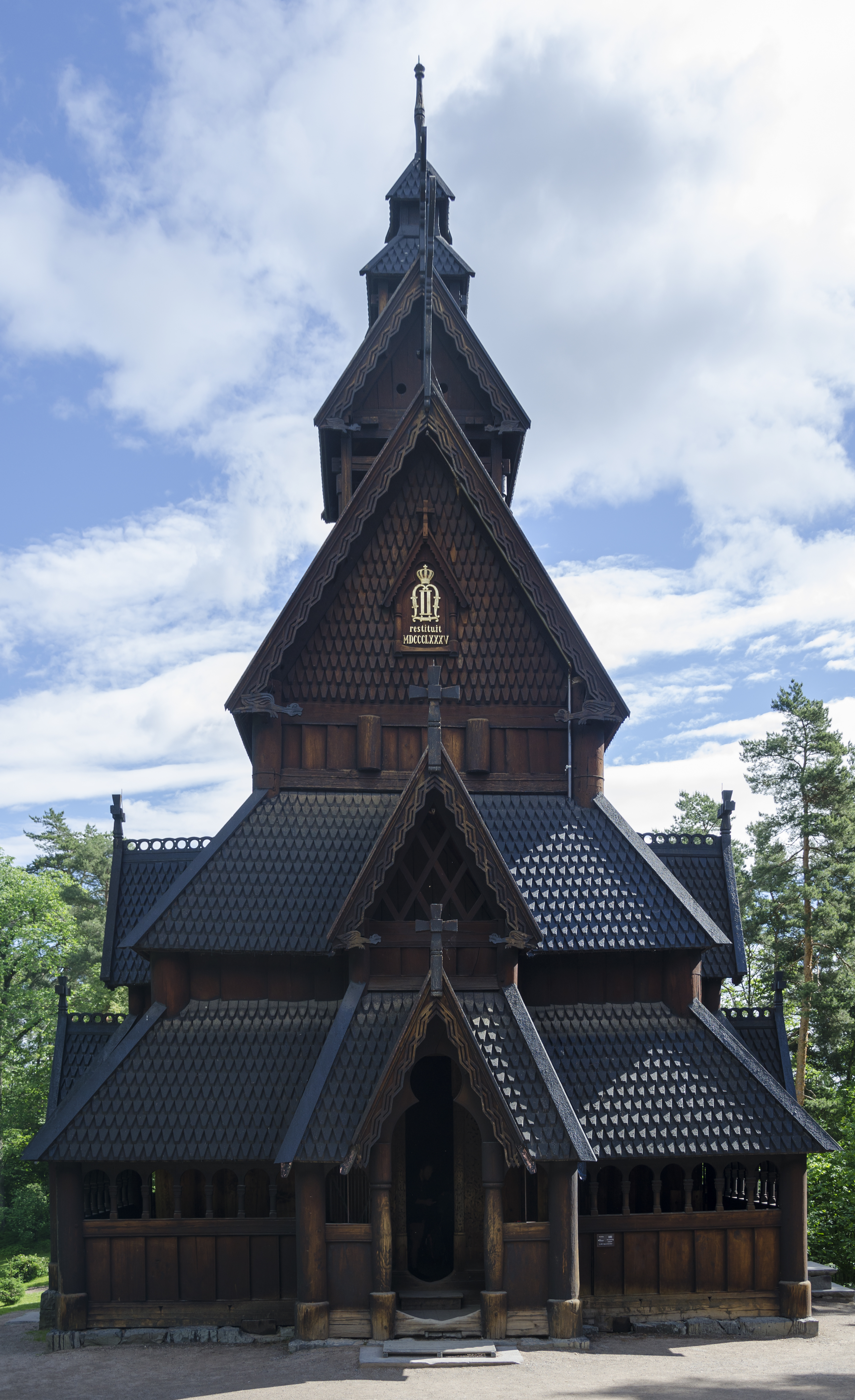
L'església des de l'oest.

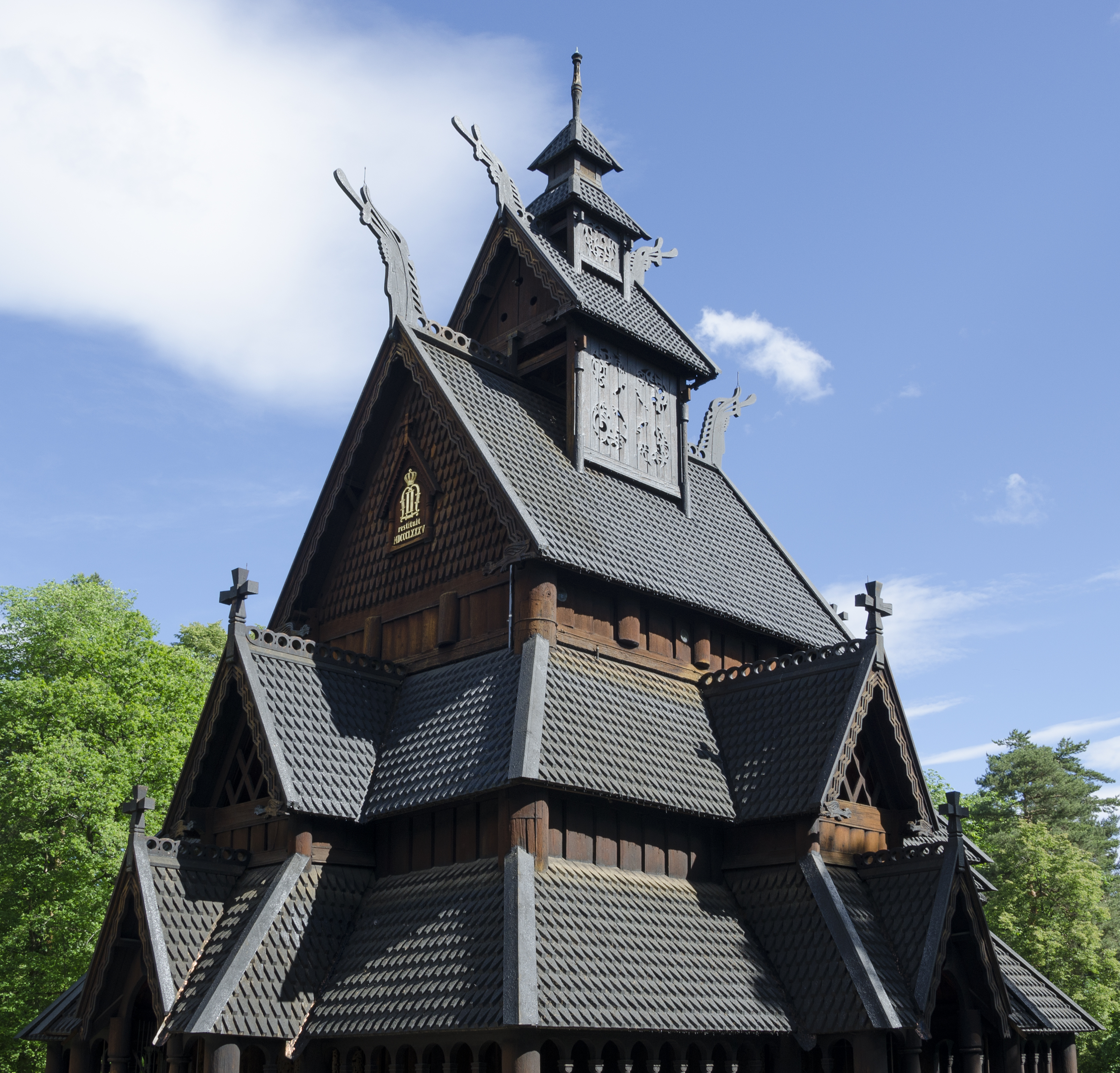
Sostre de l'església.

L'església originalment es localitzava 500 m al sud-oest de l'actual església de Gol.
Conserva bastant similitud amb l'església de Hegge, a Valdres, el que fa suposar que ambdues van ser construïdes pel mateix mestre. Probablement va mantenir la seva forma original fins al segle xvii, amb un corredor al voltant de la nau i el cor. La torre central va ser renovada el 1694. En la mateixa època van ser col·locades una sostrada sobre la nau i, a la sala central d'aquesta última, dues finestres a la paret meridional.
Al voltant del 1730 se li va adaptar una galeria en el costat nord de la nau i entre 1802 i 1803 el cor i l'absis van ser derrocats per construir en el seu lloc un nou cor de tècnica laftverk. El corredor al voltant de la nau també va ser derrocat per eixamplar el nou cor. Enfront del portal occidental es va aixecar un porxo cobert. Així, l'església tenia l'aparença que s'aprecia en la pintura de J. N. Prahm de 1846 (veure imatge).
Cap a finals de la dècada del 1870, la parròquia de Gol va decidir construir una església moderna de proporcions més àmplies. La Societat per a la Conservació de Monuments Antics Noruecs va proposar conservar l'església en el seu lloc, però la parròquia pensava derrocar-la i vendre el material. Finalment, es va optar per vendre l'església a la Societat per 200 corones, amb la condició que fos retirada quan la nova església de maçoneria estigués conclosa.
La societat no comptava amb un terreny on traslladar l'església, però l'any 1881 el rei Óscar II va oferir aixecar l'església al centre de les seves propietats a Bygdøi, on acabava d'establir la seva col·lecció d'objectes històrics i planejava obrir un museu a l'aire lliure.
La Societat només va poder recaptar 387 corones, però el cost total estimat pel trasllat i la reconstrucció ascendia almenys a 6,500 corones. Al març de 1884, el rei va rescatar al projecte fent-se càrrec de les despeses que faltaven per cobrir. La Societat va cedir llavors els drets de propietat al monarca de Noruega.
El gener de 1884 l'església va ser desmuntada. L'arquitecte encarregat dels plànols i l'inventari havia estat Thorolf Prytz. Al març, les peces van ser transportades en trineu fins a l'estació de ferrocarril més propera. El transport amb tren va ser gratuït i les peces van arribar il·leses fins a l'estació de Bygdøi. En la reconstrucció van participar l'arquitecte Waldemar Hansteen i el mestre paleta Torsten Torstensen, ja que Prytz s'havia retirat del projecte per nous compromisos contrets. L'església va quedar acabada a l'estiu de 1885, al centre del museu a l'aire lliure del rei. Com a part del museu, l'església de Gol va rebre una important afluència de visitants i va romandre oberta tots els dies, a diferència dels altres edificis del museu, que només eren oberts els diumenges.
Els canvis significatius que s'havien realitzat a l'església durant el segle xvii i amb l'ampliació del cor de 1802-1803 van fer impossible reconstruir-la en la seva forma original. Va ser restaurada basant-se en part en especulacions, reconstruint-se la nau, el cor i l'absis. Com s'argumentava que l'església originalment hi havia estat envoltada per un corredor i que tenia una torre central, aquests elements van ser afegits prenent com a model a l'església de fusta de Borgund.
La col·lecció d'Óscar II va ser cedida al Museu Popular Noruec l'any 1907. Si bé l'església de Gol roman actualment com a propietat del monarca actual a Noruega, és administrada pel museu.

## L'edifici

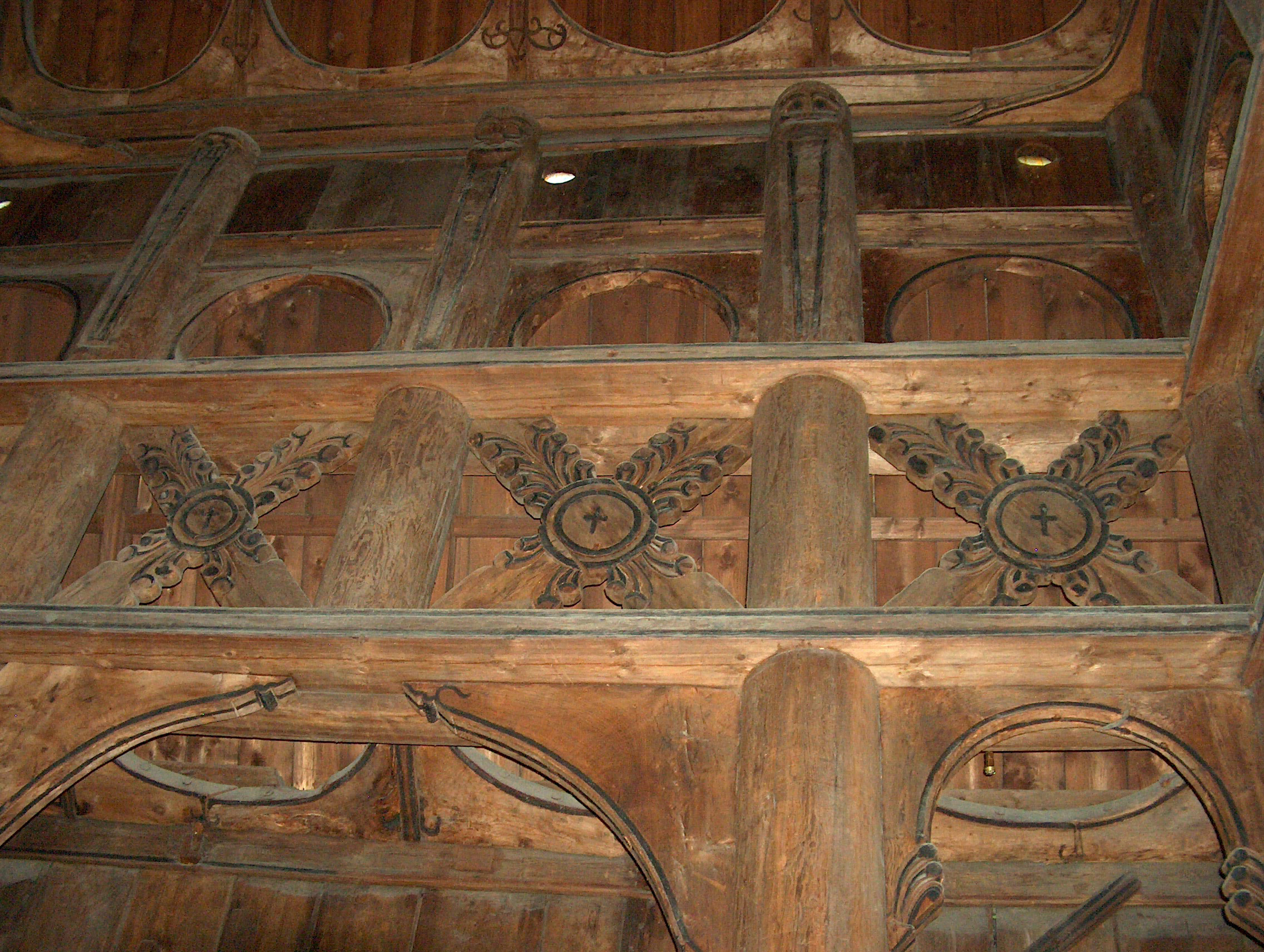
Detall de l'interior, mostrant els pals de la sala central amb arcatures, ceps i creus de Sant Andreu.

L'església és una stavkirke de tipus B i del grup de Borgund, amb una sala central de sostre elevat i un deambulatori que conformen la nau rectangular. Hi ha un cor una mica més petit que acaba en un absis en l'orient. El cor i l'absis van desaparèixer quan el temple va ser engrandit entre 1802 i 1803 i el material actual és obra de la reconstrucció.
Quan l'església va ser aixecada per segona vegada, l'arquitecte Hansteen va optar per restaurar únicament les parts medievals. Així, l'església actualment és sobretot una reconstrucció amb materials de la dècada de 1880. Amb tot, en la nau s'han conservat importants parts de la construcció principal, com són el basament de fusta, les soleres, els pals, així com una part dels taulons i de les soleres superiors. També s'ha conservat la major part del material original de la sala central de la nau i l'armadura del sostre.

### Exterior
L'església de Gol presenta un corredor exterior inspirat en l'església de fusta de Borgund, ja que l'original va desaparèixer entre 1802 i 1803. Es creu que l'església sempre va tenir una torre central, en el cim del cavallet del sostre, doncs en un inventari del segle xvii es parla d'una torre amb dues campanes. Va ser renovada en 1694, quan tenia l'aspecte del dibuix de J.N. Pahm però eventualment va desaparèixer. L'actual és una reconstrucció basada en la torre de l'església de Borgund.

### Portals
El portal occidental és l'original de l'edat mitjana. Es troba decorat amb dracs en actitud de lluita i amb ornaments vegetals que brollen de boques tallades a la part inferior. Té dues pilastres amb base i capitell, el fust cobert amb motius vegetals i en els més alt del portal, caps humans coronats. La porta té incrustacions de ferro forjat que daten de l'Edat Mitjana.
El portal sud de la nau va ser retirat durant l'expansió de l'església a principis del segle xix, però algunes de les seves parts van ser reutilitzades en la construcció del porxo. Va ser a través d'aquestes restes que l'arquitecte Hansteen va poder reconstruir el portal sud de la nau a Oslo. El portal sud del cor es va conservar parcialment i va ser reconstruït també.

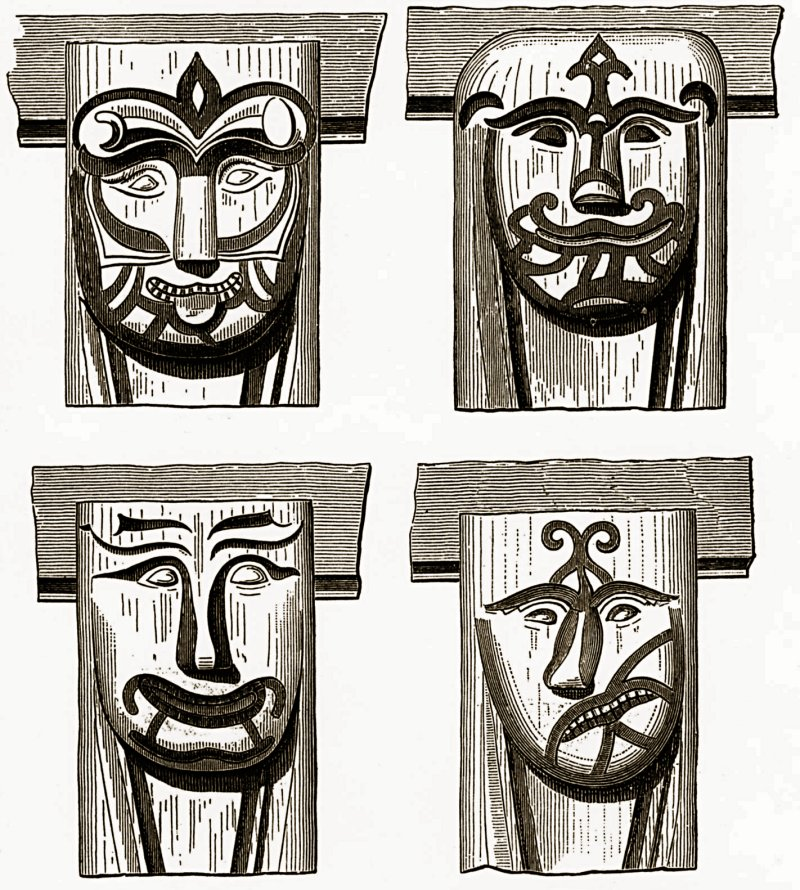
Màscares del cim dels pals de la sala central.

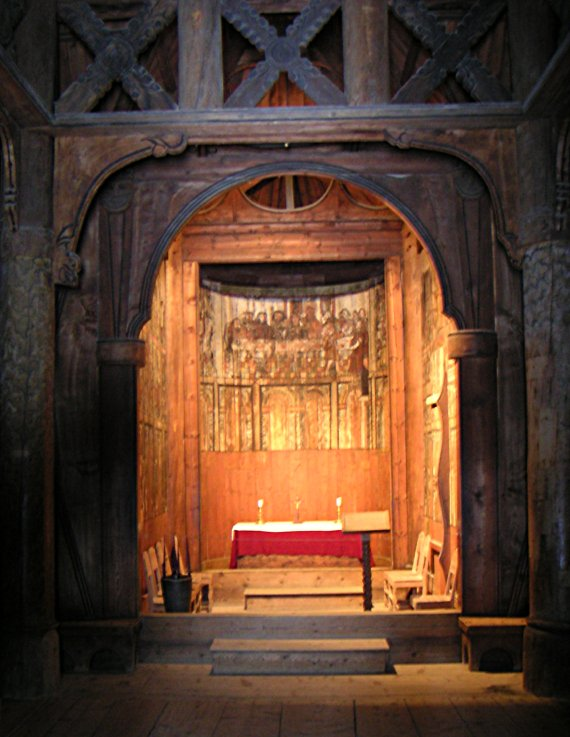
Fotografia de l'interior. Al fons, l'Últim Sopar de l'absis.

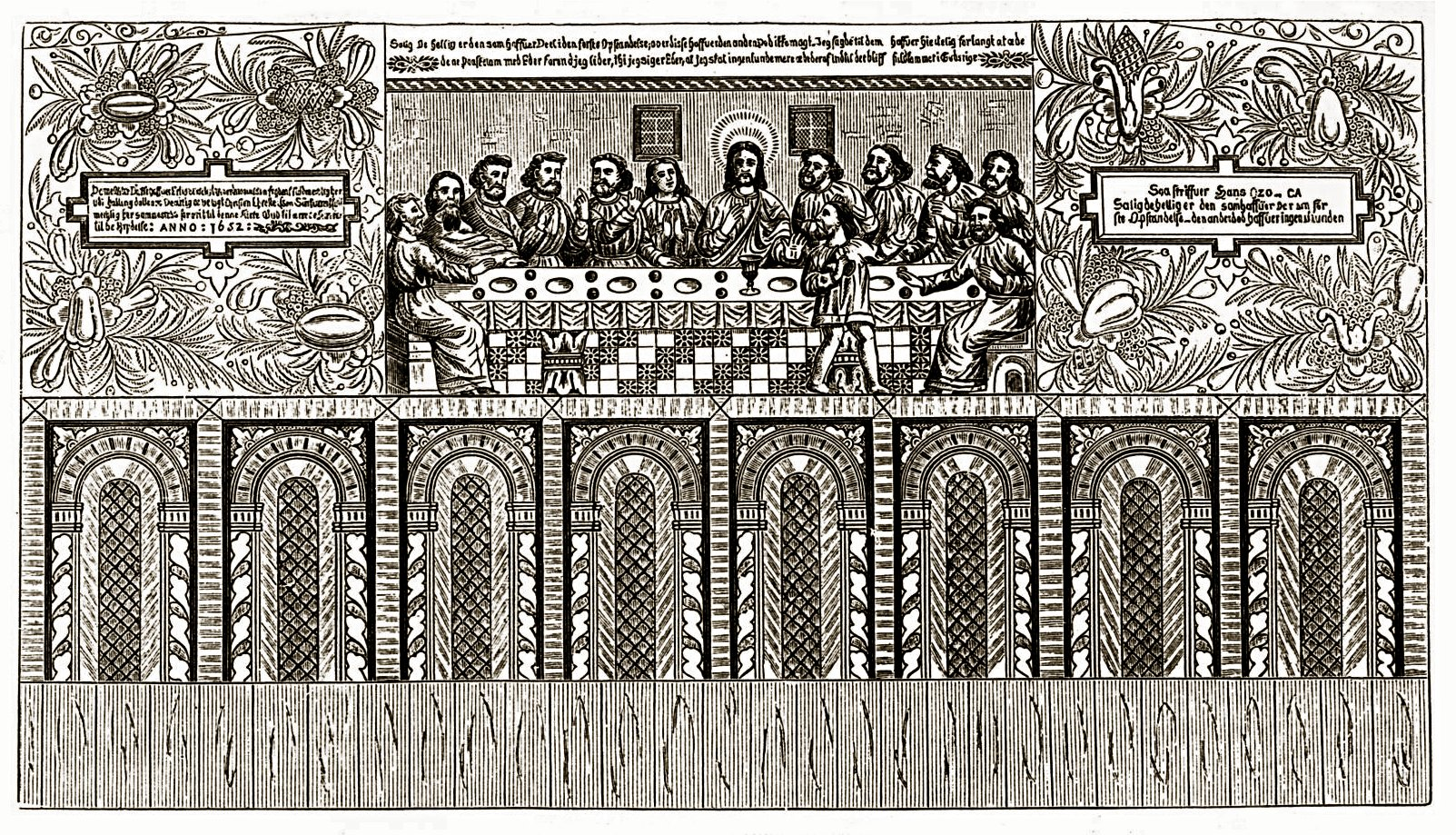
Reconstrucció de l'Últim Sopar de l'absis, per Nicolay Nicolaysen.

### Interior
L'església sempre ha tingut un pis de fusta. Les llargues banques de fusta al llarg de les parets de la nau van ser reconstruïdes a Oslo, seguint aquesta tradició comuna a diverses stavkirke. Els suports de l'interior que interconnecten els pals centrals de la nau amb els murs són originals, el mateix que els tirants en forma de sautor i els ceps que proporcionen rigidesa als pals centrals. Aquests pals centrals, que delimiten a la sala central del deambulatori, presenten talles de màscares grotesques en el més alt, del mateix tipus que les de diverses esglésies de Hallingdal i Valdres. La galeria del costat nord, en ser un element posterior, ja no va ser reincorporada en la reconstrucció. L'arc del cor és una reconstrucció sense fonament històric sòlid.

### Inventari
Com a conseqüència de la recuperació de l'aspecte primitiu de l'església, tot l'inventari posterior a la Reforma Protestant va ser retirat, i per tant, l'interior manca actualment de banques modernes, de púlpit i de pila baptismal. En compensació, el rei Óscar II va col·locar a l'interior una banca tallada procedent de l'església de fusta de Heddal. La decoració pictòrica de 1652 del cor i l'absis va sobreviure al trasllat i a la reconstrucció de l'església. En la paret de l'absis roman una representació del Sant Sopar. En la paret nord del cor els Quatre Evangelistes i al sud, una decoració vegetal amb fulles, flors i fruits amb els noms de tots els que van finançar el embelliment de l'església. Sobre el portal del cor penjava anteriorment un crucifix procedent de la desapareguda església de Veum, datat de ca 1300.

## Rèpliques
Actualment hi ha una rèplica al centre del poble de Gol. Va ser construïda a la dècada del 1980 com a part d'una atracció d'un hotel de la localitat. Prop d'ella hi ha la reconstrucció d'una casa vikinga i altres atraccions turístiques. El seu emplaçament no és el mateix que una vegada va ocupar l'original.
Una altra rèplica es localitza a Beiarn, província de Nordland, coneguda com l'església de fusta de Savjord, iniciada el 2005.
A Minot, Dakota del Nord, Estats Units, una localitat amb herència noruega, existeix una rèplica de l'església de Gol. Així mateix hi ha una més al parc Epcot, a Orlando, Florida.

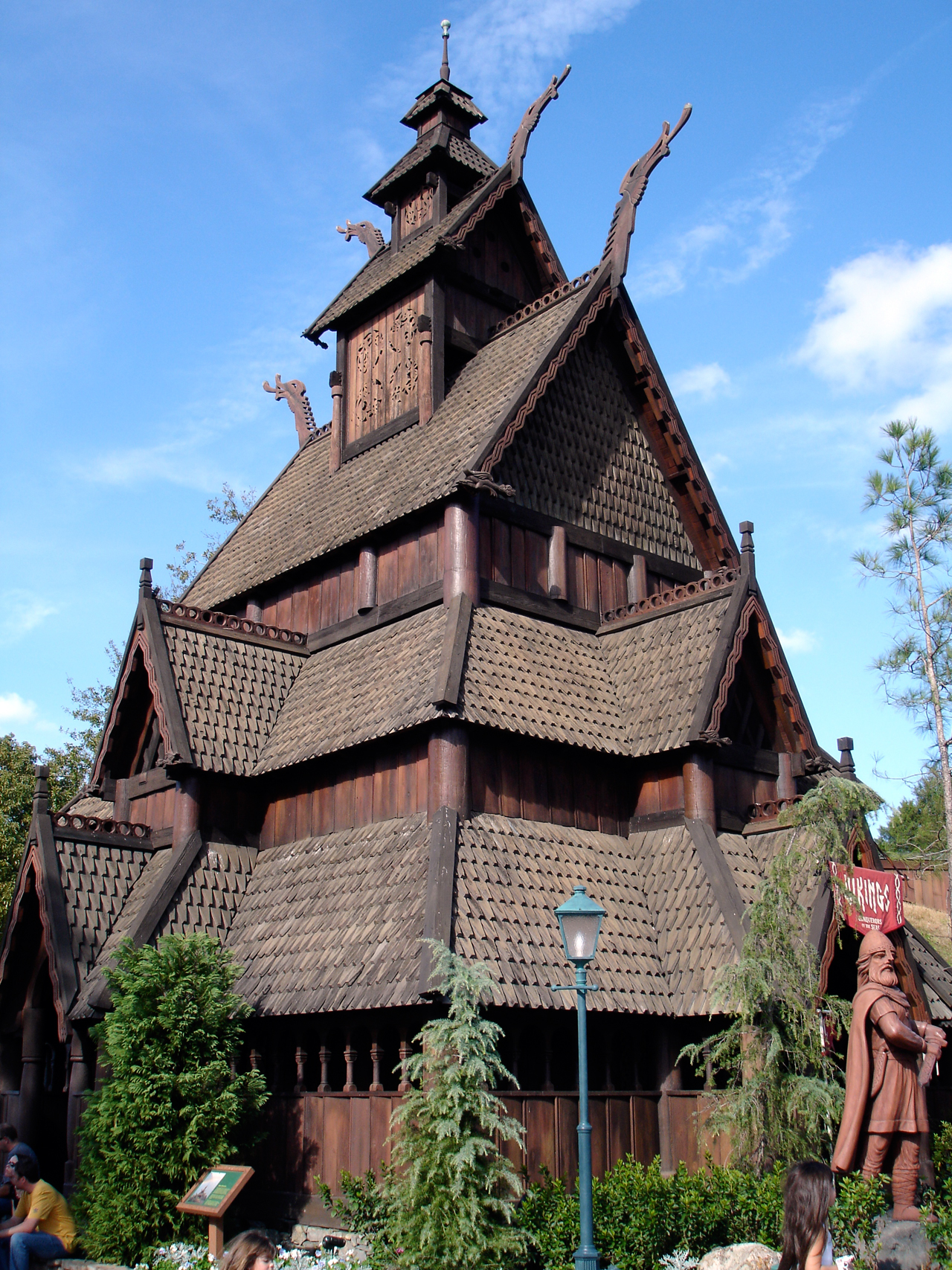
Rèplica a Orlando (EUA)
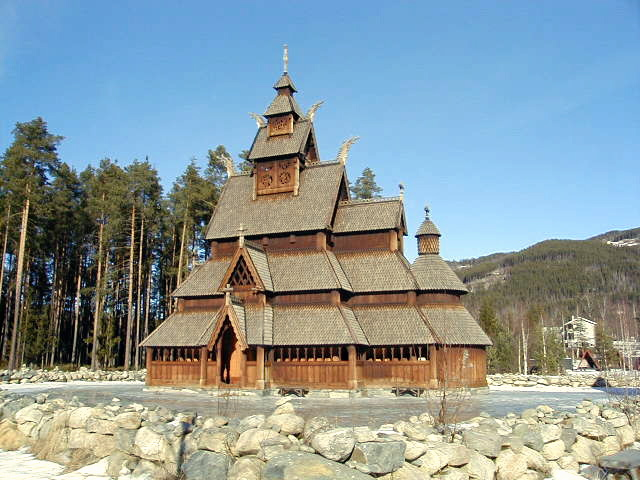
Rèplica a Gol (Noruega)
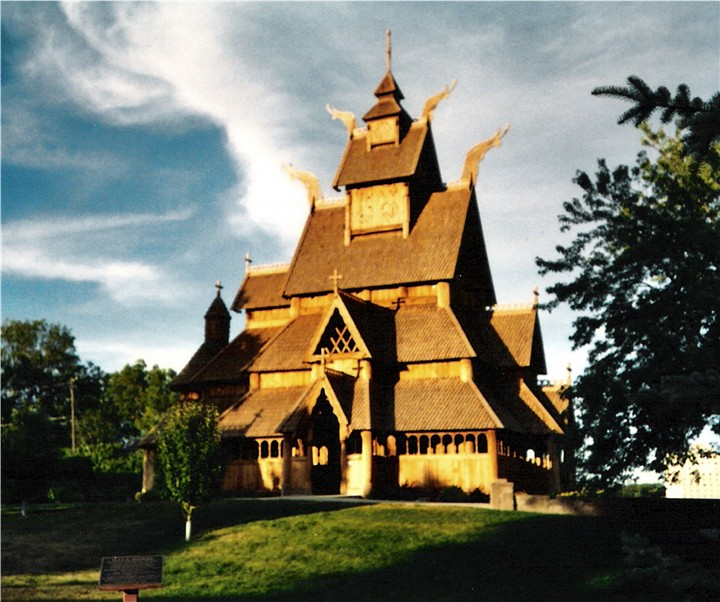
Rèplica a Minot (EUA)
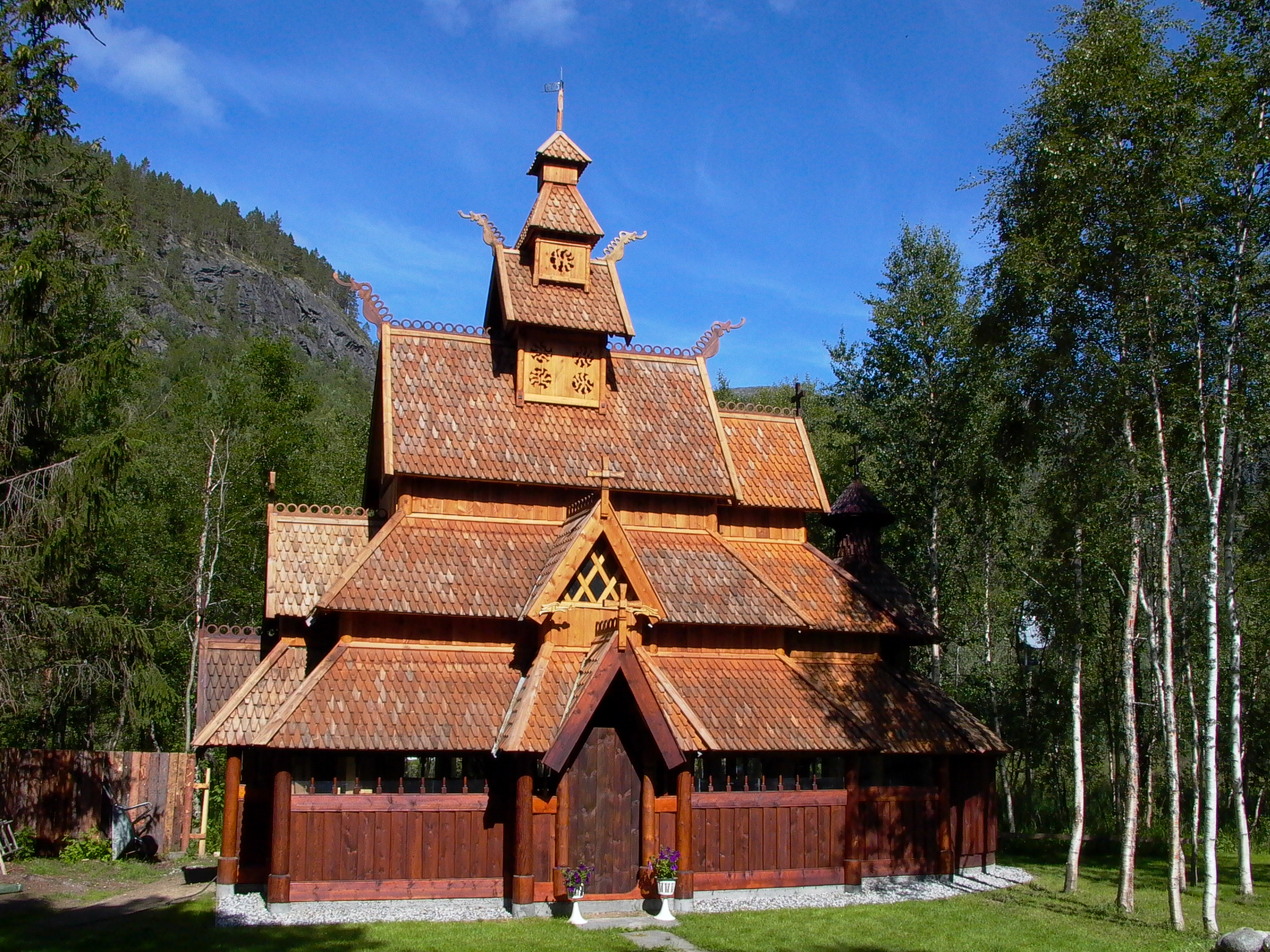
Rèplica a Beiarn (Noruega)